# طريق البتراء الروماني

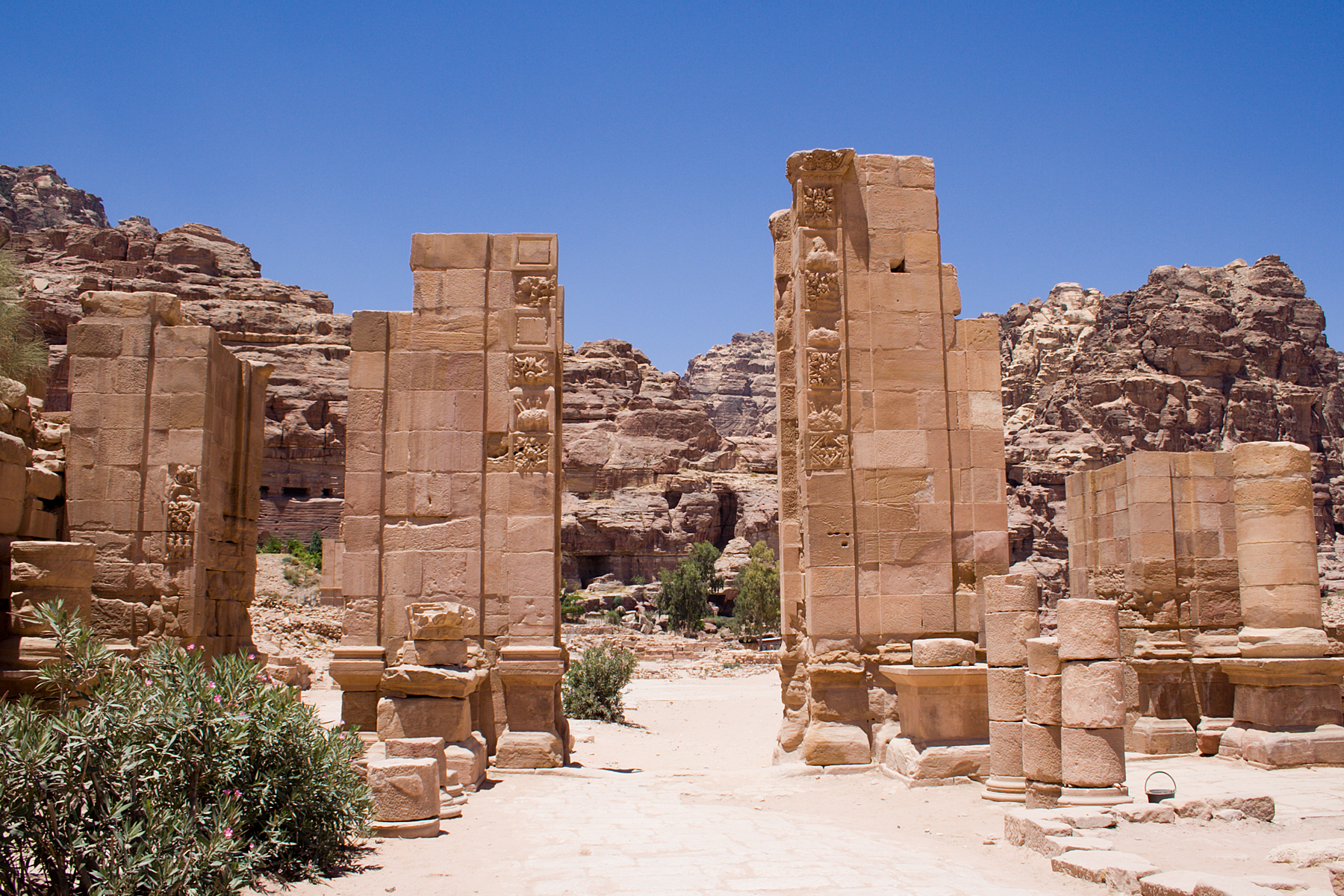
البوابات الرومانية القديمة لطريق البتراء

طريق البتراء الروماني كان الطريق الرئيسي بمدينة البتراء القديمة في الأردن وقد بناه الرومان في القرن الأول الميلادي. يتميز الطريق بالبوابات الضخمة التي تشكل مدخل المدينة القديمة.
لدخول البتراء، حتاج السائح إلى المرور عبر ممر ضيق يسمى "السيق"، وهو يبدأ عند السد وينتهي في الجهة المقابلة للخزنة. يبلغ طوله حوالي 1200 متر وعرضه بين 3 أمتار و12 متراً، ويصل ارتفاعه نحو 80 متراً. توجد زخارف في جميع أنحاء السيق، بما في ذلك منحوتات للآله وبعض الحيوانات.